# Film Socialisme
Pour plus de détails, voir Fiche technique et Distribution.
Film Socialisme est un film franco-suisse réalisé par Jean-Luc Godard, sorti et présenté au festival de Cannes 2010 en tant que sélection dans la section Un certain regard.
Le film comporte trois parties, « Des choses comme ça », « Quo vadis Europa », et « Nos humanités ».

## Synopsis
Premier mouvement Des choses comme ça : À bord d'un bateau de croisière, de nombreuses conversations multilingues ont lieu entre divers passagers. Parmi les personnages figurent un vieux criminel de guerre, un ancien fonctionnaire des Nations unies et un détective russe. La chanteuse et artiste américaine Patti Smith fait une brève apparition.
Deuxième mouvement Notre Europe : Dans une station-service, deux enfants, une petite fille et son jeune frère, invitent leurs parents à comparaître devant le « tribunal de leur enfance », exigeant des réponses sérieuses sur des questions telles que la liberté, l'égalité et la fraternité. Parallèlement, une équipe de la télévision France 3 qui fait un reportage sur cette famille.
Troisième mouvement Nos humanités : il s'agit d'un voyage dans des lieux célèbres tels que l'Égypte, la Palestine, Odessa, la Grèce, Naples et Barcelone. L'Europe et ses origines antiques, les rendez-vous manqués : « Quand la loi n’est pas juste, la justice passe avant la loi ».

## Fiche technique
- Titre : Film Socialisme
- Réalisation et scénario : Jean-Luc Godard
- Photographie : Fabrice Aragno et Paul Grivas
- Musique : Thierry Machuel
- Son : François Musy, Gabriel Hafner
- Image(s) et autres sons : JLG, FA, PG, JPG
- Production : Ruth Waldburger, Alain Sarde
- Sociétés de production : Wild Bunch, Vega Film, Périphéria
- Pays d'origine :  France,  Suisse
- Langue : français, allemand
- Genre : docufiction, drame
- Dates de sortie : France 19 mai 2010

## Distribution
- Catherine Tanvier : la mère
- Christian Sinniger : le père
- Jean-Marc Stehlé : Otto Goldberg
- Olga Riazanova : Olga Vladimirovna, agent secret russe
- Élisabeth Vitali : journaliste France 3
- Eye Haidara : cadreur France 3
- Patti Smith : la chanteuse guitariste
- Nadège Beausson-Diagne : Constance
- Alain Badiou : le philosophe
- Robert Maloubier : la personne dans la vraie vie
- Agatha Couture : Alissa
- Maurice Sarfati
- Lenny Kaye : le guitariste
- Bernard Maris : l'économiste
- Elias Sanbar : l'historien
- Odile Schmitt : voix féminine

## Genèse du film

### Titre
Initialement, le film s'appelait Socialisme mais le titre n'était pas totalement satisfaisant pour Godard. Dans une brochure de présentation du film, le philosophe Jean-Paul Curnier a mal lu et a cru que le film s'intitulait Film socialisme. Cela a plu à Godard qui a conservé ce titre en considérant que l'ajout du mot « film » permet de « déniaiser » le mot « socialisme ».

### Construction du film
Godard explique qu'initialement, il a eu l'idée de filmer une famille (la famille Martin) dans un garage. Mais cette idée lui a paru insuffisante pour faire un long métrage. Dans l'entretien aux Inrockuptibles, il explique : « Mais ça ne tenait pas sur un long métrage, parce que sinon les gens seraient devenus des personnages et ce qu’il s’y passe serait devenu un récit. L’histoire d’une mère et de ses enfants, un film comme on peut en faire en France, avec des dialogues, des états d’âme. » Il conçoit plus les membres de la famille Martin comme des « statues ». Godard a ensuite fait la connexion entre cette idée de statue et l'antiquité et donc la Méditerranée. L'idée de suivre une croisière sur la Méditerranée vient aussi du livre de Léon Daudet, Le Voyage de Shakespeare. Ensuite les différents éléments sont collés ensemble.

### Tournage
Le film se déroule en partie sur le navire Costa Concordia, un bateau qui a fait naufrage le 13 janvier 2012.
Le tournage a été documenté en 2018 dans Film catastrophe de Paul Grivas.

## Analyse
Pour Dominique Païni, qui a travaillé avec Godard sur l'exposition Voyage en Utopie :
« La manière de Godard de filmer le bateau ressemble à une sorte de Disneyland, de lieu de loisir, de lieu consommation, c'est une vision par Godard du monde d'aujourd'hui où au fond le socialisme serait réalisé, mais c'est un socialisme de la consommation et du loisir abrutissant. Cela n'est pas sans rapport avec les loisirs de masse, le comportement des gens dans les parcs d'attraction, une perversion du concept d'exposition. »

## Réception
Film Socialisme est nommé 3e dans la liste des dix meilleurs films de l'année des Cahiers du cinéma

## Autour du film

### Bandes-annonces
Six bandes-annonces différentes ont été diffusées sur YouTube par Jean-Luc Godard:
- Une bande-annonce classique de 4 minutes 25 secondes
- Cinq bandes-annonces font défiler le film intégral en accéléré :
  - en 4 minutes, 6 secondes ;
  - en 2 minutes, 10 secondes, 4 images ;
  - en 1 minute, 48 secondes, 22 images ;
  - en 1 minute, 11 secondes ;
  - en 1 minute, 7 secondes, 7 images.